# Robert Schiff
Robert Schiff (Francoforte sul Meno, 25 luglio 1854 – Massa, 17 gennaio 1940) è stato un chimico tedesco.

## Biografia
Figlio di Moritz Schiff e nipote del chimico Ugo Schiff, fu professore di chimica farmaceutica all'Università di Pisa.
Si occupò della condensazione di aldeidi e ammoniaca e dei composti eterociclici. Studiò inoltre le basi di Schiff, scoperte dallo zio.